# Udo Ludwig
Udo Ludwig (* 1958 in Werl) ist ein deutscher Journalist. Er gilt als einer der bekanntesten Vertreter des investigativen Journalismus in Deutschland sowie durch viele Jahre Recherche als einer der intimsten Kenner der Dopingszene, besonders im deutschen Radsport. Als Redakteur ist er heute vorwiegend für das Hamburger Nachrichtenmagazin Der Spiegel tätig. Thematische Schwerpunkte seiner Arbeit sind die Bereiche Sport, Medizin und Verbraucherschutz, was andere Themen nicht ausschließt.

## Leben
Nach dem Abitur am Mariengymnasium in Werl machte Ludwig sein Volontariat bei der Westfalenpost, wo er anschließend einige Zeit als Redakteur tätig war. Ein nachfolgendes Studium der Fächer Sozialwissenschaften und Sportwissenschaft an der Westfälischen Wilhelms-Universität in Münster schloss er 1984 mit dem Examen ab. Danach hielt er sich ein halbes Jahr in Kenia auf. Sodann arbeitete er zunächst als freier Journalist für Tageszeitungen und Wochenmagazine. Seit 1990 ist er fest beim Nachrichtenmagazin Der Spiegel tätig, anfangs in der Sportredaktion, seither im Ressort Deutschland.
Neben seinen zahlreichen Beiträgen beim Spiegel (unter anderem enthüllte ihm der Radsportler Jörg Jaksche in einem Interview im Juni 2007 erstmals sein Doping) hat Udo Ludwig auch mehrere Monographien in Buchform als Alleinautor oder mit Coautoren veröffentlicht. Darüber hinaus ist Ludwig auch für die Referentenagentur Bertelsmann tätig, derzeit (2010) auch Dozent für Recherchetraining im Medienbüro Hamburg (einer Einrichtung des Evangelisch-Lutherischen Kirchenkreisverbandes Hamburg in der Nordelbischen Evangelisch-Lutherischen Kirche). Außerdem ist er Dozent am Institut zur Förderung publizistischen Nachwuchses in München (Journalistenschule der katholischen Kirche) und an der halb-staatlichen Hamburg Media School. Seit dem 1. September 2016 ist Ludwig Ressortleiter Sport beim „Spiegel“.
Im Privatleben ist Ludwig selbst aktiver Sportler (Handballspieler und Marathonläufer). Er wohnt mit seiner Familie in Hamburg.

## Schriften
- mit Ulrich Roth, Michael Roth: Unser Leben unsere Krankheit – Vom richtigen Umgang mit dem Prostata-Krebs. Zabert Sandmann, München 2009, ISBN 978-3-89883-263-2.
- Tatort Krankenhaus: wie Patienten zu Opfern werden. Deutsche Verlags-Anstalt, München 2008, ISBN 978-3-421-04386-3. Taschenbuchausgabe: Goldmann, München 2009, ISBN 978-3-442-12994-2.
- mit Werner W. Franke: Der verratene Sport. Täter, Opfer und was wir ändern müssen. Zabert Sandmann, München 2007, ISBN 978-3-89883-185-7.
- Kabale und Liebe: Sportjournalisten an Tageszeitungen und Profi-Fußballvereine (= Münsteraner Schriften zur Körperkultur. Band 7). Lit, Münster 1987, ISBN 3-88660-377-6.
- mit Matthias Brendel: Betrügern auf der Spur. Frankfurter Allgemeine Buch im F.A.Z.-Institut für Management-, Markt- und Medieninformationen, Frankfurt am Main 2002, ISBN 3-89843-092-8.

## Auszeichnungen
- 2009: Deutscher Journalistenpreis (einer der beiden geteilten 1. Preise in der Kategorie „Bank & Versicherung“; gemeinsam mit den Mitautoren Klaus Brinkbäumer, Frank Hornig, Hauke Goos und Christoph Pauly) für den Spiegel-Artikel „Gorillas Spiel“[6] über den Untergang der Bank Lehman Brothers.[7]
- 2008: Henri-Nannen-Preis (gemeinsam mit Matthias Geyer, Lothar Gorris und Detlef Hacke) in der Kategorie „Beste investigative Leistung“ für den Beitrag Doping im deutschen Radsport im Magazin Der Spiegel.[8]
- 2016 wurde Ludwig als Mitglied eines SPIEGEL-Teams zusammen mit Jörg Schmitt, Rafael Buschmann, Gunther Latsch, Jürgen Dahlkamp  und Jens Weinreich in der Kategorie „Beste Investigation“ mit dem Nannen-Preis ausgezeichnet. Geehrt wird die Arbeit für den Artikel Sommer, Sonne, Schwarzgeld, welcher im Oktober 2015 erschien. Er thematisierte die mutmaßlich gekaufte Vergabe der Fußball-WM 2006 und führte u. a. zum Rücktritt von Wolfgang Niersbach als DFB-Präsident.